# روبی روبی لاو
روبی روبی لاو (انگلیسی: Ruby Ruby Love؛‏ کره‌ای: 루비루비럽) یک مجموعه تلویزیونی محصول کره جنوبی سال ۲۰۱۷ است که برای شبکهٔ تلویزیونی پولی مد و سبک زندگی آن‌استایل تهیه شده است. در این مجموعه سوهیون، لی چول وو و لی یی کیونگ ایفای نقش کردند. دو قسمت نخست این مجموعه در ۱۸ ژانویه ۲۰۱۷ از طریق ناور تی‌وی کست منتشر شد و قسمت پایانی آن در ۲۶ ژانویه ۲۰۱۷ پخش شد. این مجموعه سپس در ۲۷ ژانویه ۲۰۱۷ به‌عنوان یک ویژه‌برنامهٔ تلویزیونی از شبکه آن‌استایل روی آنتن رفت.

## خلاصه داستان
داستان دربارهٔ لی روبی (이루비) با بازی سوهیون است؛ زنی جوان و نابغه که از جمع‌هراسی رنج می‌برد، اما به حلقه‌ای جادویی دست می‌یابد که به او کمک می‌کند تا به یک طراح جواهرات موفق تبدیل شود.

## بازیگران
- سوهیون در نقش لی روبی
- لی چول وو در نقش وون سوک
- لی یی کیونگ در نقش نا جی سوک
- جی هه ران در نقش یو بی جو
- هوانگ سوک جونگ در نقش دان هو باک